# 萩原町 (愛知県)
萩原町（はぎわらちょう）は、愛知県中島郡にかつてあった町。
現在の一宮市萩原町。2005年（平成17年）4月1日以前の旧・一宮市の南西部にあたる。
かつての美濃路（美濃街道）の萩原宿を中心とした町であった。

## 歴史
- 江戸時代、美濃路（美濃街道）の萩原宿が設置される。
- 江戸時代末期、この地域は尾張藩領であった。
- 1878年（明治11年）12月28日 - 萩原村に、二子村、西ノ川村が編入される。
- 1889年（明治22年）10月1日 - 朝宮村、串作村、滝村、高松村、戸苅村、築込村が合併し、萩原村となる。
- 1896年（明治29年）5月1日[矛盾 ⇔ 中島郡 (愛知県)] - 萩原村が町制施行。萩原町になる。
- 1906年（明治39年）5月10日 - 萩原町、新明村、中島村の一部[2]、日光村の一部[3] と合併し、萩原町となる。
- 1955年（昭和30年）4月1日 - 一宮市に編入され消滅。

## 鉄道駅
- 名鉄尾西線
  - 萩原駅
  - 二子駅

## 史跡など
- 中嶋宮
  - 元伊勢の尾張国中嶋宮との説がある
- 中島城
- 高木神社
- 熊野神社
- 津島神社
- 中島宮
- 神明社
- 八剣社
- 西方寺
- 正端寺
- 観音堂（寺院）
- 高福寺
- 宝善寺
- 観音寺
- 専正寺
- 薬師寺
- 円性寺
- 成願寺
- 本養寺
- 西光寺
- 長隆寺
- 延命寺
- 阿弥陀寺
- 善徳寺
- 成福寺

## 主な施設
- 萩原町出張所
- 萩原郵便局
- 西御堂県営住宅
- 愛知県立一宮西高等学校
- 一宮市立萩原中学校
- 一宮市立萩原小学校
- 一宮市立中島小学校
- 愛知文教女子短期大学付属萩原幼稚園
- 中島保育園
- 西御堂保育園
- 萩原保育園
- 萬葉公園
- 萩の里特別養護老人ホーム
- 萩の里老人福祉センター
- いちい信用金庫
- 尾西信用金庫
- 萩原工業団地
  - 佐川急便
  - いすゞ自動車
  - 三菱ふそう
  - 和泉化成
- アオキスーパー
- 葬儀・平安会館
- 名鉄NX運輸
- 国際運輸
- 秋田運輸
- 中野運送
- アイコクアルファ
- 太陽理化工業
- 中野プレス工業
- 服英毛織
- 橋本毛織
- 岩田食品
- スズキ自動車特約店・吉川自動車
- 料亭・うお進
- 味噌カツ・岩田屋
- うどん・一八
- 有限会社・片山造園
- かとうレディースクリニック
- 後藤小児科医院
- 川崎歯科
- アサノ歯科
- ファミリー歯科
- 森中央クリニック